# 小林伸明

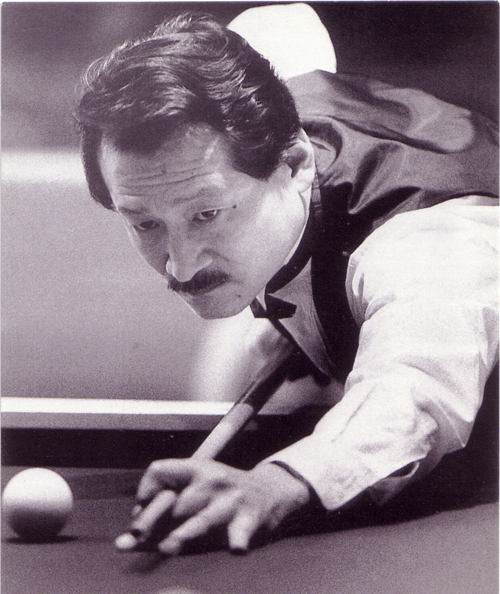
小林伸明

小林 伸明（こばやし のぶあき、1942年〈昭和17年〉3月26日 - 2019年〈令和元年〉11月25日）は、日本プロビリヤード連盟 (JPBF) 所属のプロビリヤード選手。和歌山県出身。世界スリークッション選手権大会で12連覇を狙うビリヤードの神様レイモンド・クールマンスを破って世界チャンピオンに輝き、以後「ビリヤードの神様を破った男」「世界の小林」と呼ばれる。アダム・ジャパン専属。子息の小林英明も同連盟に所属している。

## 来歴・人物
自分で作った小さいビリヤードテーブルを使ってビリヤードを始めた。父親がビリヤード場の経営を行っており、そこに来店する客がプレイする様子を見ながら、ボールの挙動に心を奪われ、追求していくことになる。
ビリヤードで日本一になり、世界に挑みたかったと望み、1962年に日本プロ選手会（現JPBF）へ入会。様々な個性を持つプロ達に揉まれて自分を伸ばし、自分の道を見つけようと思ったという。その願いが叶い、1971年に全日本スリークッション選手権で優勝、1974年まで4連覇。4連覇した同年の1974年にはアントウェルペンで開催された世界スリークッション選手権大会でレイモンド・クールマンスを破り、スリークッション競技で日本人初となる世界チャンピオンとなった。
1982年にはメキシコで開幕となった第1回世界スリークッションタッグ戦で小森純一と組み優勝。続く第2回大会（1985年）でも優勝し、連覇を遂げた。個人戦でも1984年に再度、世界スリークッション選手権大会で優勝した他、1986年に開幕となったBWAワールドカップスリークッションでブリュッセル大会、ファンケンブルク大会と2度の優勝を飾り、1988年にも同ワールドカップで3度の優勝を果たすなど、世界へその実力を知らしめた。1990年代に入ってもスリークッションジャパンカップ、全日本スリークッション選手権などで連覇するなど、日本のスリークッション界を牽引し続けた。
2002年には釜山で開催されたアジア競技大会に出場し、フリーゲーム・シングルスで銅メダルを獲得した。

## 主な成績
- 1971年
  - 全日本スリークッション選手権 優勝
- 1972年
  - 全日本スリークッション選手権 優勝
- 1973年
  - 全日本スリークッション選手権 優勝
- 1974年
  - 全日本スリークッション選手権 優勝
  - 世界スリークッション選手権 優勝
- 1978年
  - 全日本スリークッション選手権 優勝
- 1980年
  - 全日本スリークッション選手権 優勝
- 1982年
  - 全日本スリークッション選手権 優勝
  - 世界スリークッションタッグ選手権 優勝（小林伸明、小森純一）
- 1983年
  - 全日本スリークッション選手権 優勝
- 1984年
  - 世界スリークッション選手権 優勝
- 1985年
  - 世界スリークッションタッグ選手権 優勝（小林伸明、小森純一）
- 1986年
  - BWAワールドカップスリークッション（ブリュッセル大会、ファンケンブルク大会） 優勝
- 1988年
  - BWAワールドカップスリークッション（アントウェルペン大会、マドリード大会、スパ大会） 優勝
- 1991年
  - スリークッションジャパンカップ 優勝
- 1992年
  - スリークッションジャパンカップ 優勝
  - 世界スリークッションタッグ選手権 優勝（小林伸明、小森純一）
- 1993年
  - 全日本スリークッション選手権 優勝
- 1994年
  - 全日本スリークッション選手権 優勝
- 1995年
  - 全日本スリークッション選手権 優勝
- 1998年
  - スリークッションジャパンカップ 優勝
- 1999年
  - 全日本スリークッション選手権 優勝
- 2002年
  - アジア競技大会(フリーゲーム・シングルス) 銅メダル

## メディア出演

### 書籍
- NHK趣味講座　ビリヤード入門
- ザ・ビリヤード
- キング・オブ・ザ・ハスラー2（原案協力）
- メイン・テーマ（宮本輝対談集、「ビリヤードと文学と」）